# 인천동방중학교
인천동방중학교(仁川東方中學校)는 대한민국 인천광역시 남동구 논현동에 있는 공립 중학교이다.

## 학교 연혁
- 2007년 4월 20일 : 인천동방중학교 착공
- 2008년 2월 26일 : 학교 설립인가(8학급)
- 2008년 3월 1일 : 초대 이희성 교장 취임
- 2008년 3월 5일 : 제1회 입학(337명)
- 2008년 4월 1일 : 새빛오름 갤러리 개관
- 2010년 3월 5일 : 새빛오름 도서관 개관
- 2011년 2월 10일 : 제1회 졸업식(438명 졸업)
- 2023년 12월 20일 : 제14회 졸업(311명 졸업, 누계 5,048명)
- 2024년 3월 1일 : 제8대 김남두 교장 취임
- 2024년 3월 4일 : 제17회 입학(313명)

## 참고 자료
- 인천동방중학교 - 한국교육학술정보원 학교알리미